# Komintern (groupe de musique)
Pour l’article homonyme, voir Komintern.
 (février 2009).
 (janvier 2009).
Si vous disposez d'ouvrages ou d'articles de référence ou si vous connaissez des sites web de qualité traitant du thème abordé ici, merci de compléter l'article en donnant les références utiles à sa vérifiabilité et en les liant à la section « Notes et références ».

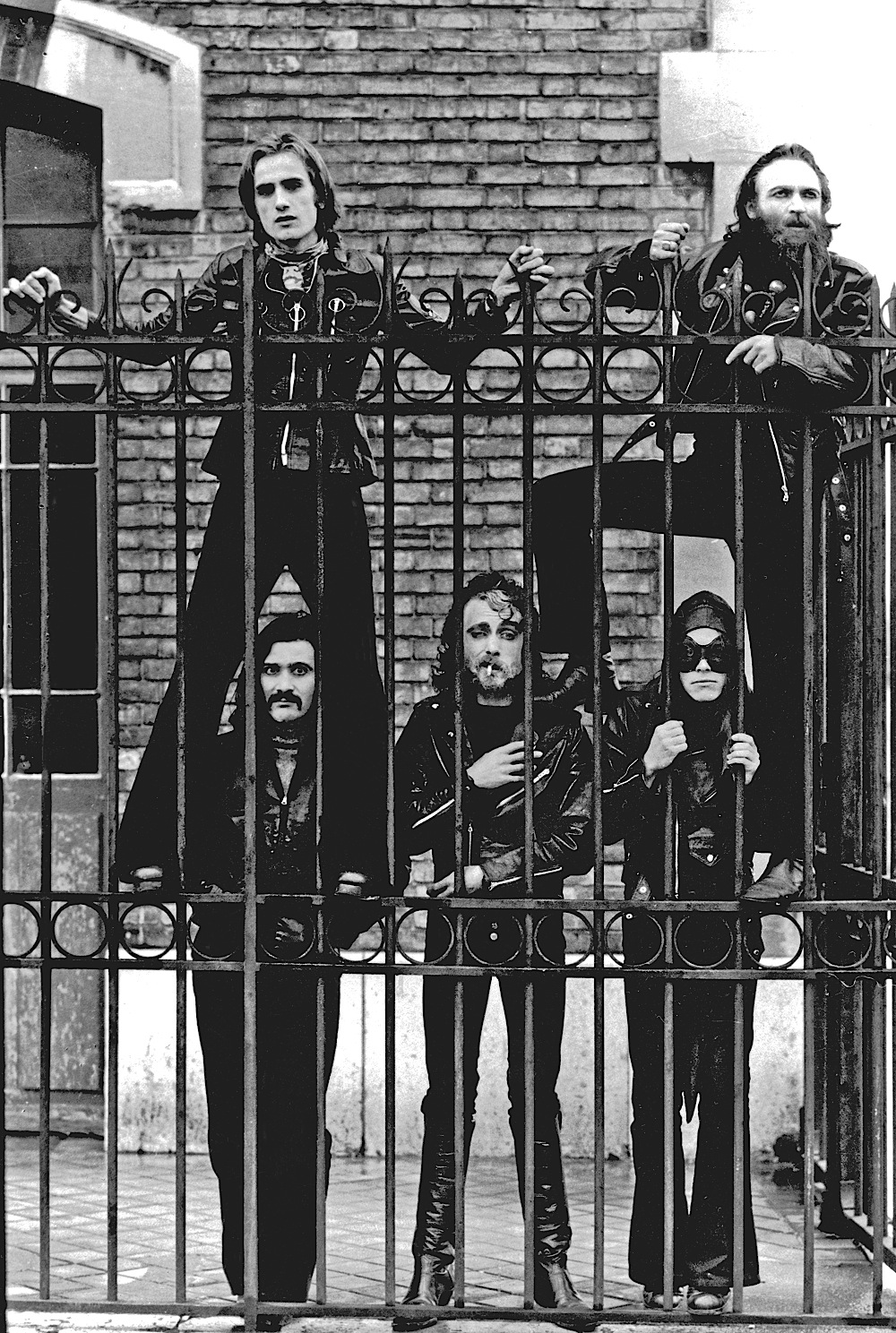
Photo du groupe Komintern prise en décembre 1972
Credit photo Pascal Chassin

Komintern est un groupe de musique français, né en mai 1970 de la scission de Serge Catalano et de Francis Lemonnier du groupe Red Noise crée par Patrick Vian et de leur rencontre  avec Michel Muzac, Olivier Zdrzalik-Kowalski et Pascal Chassin. 

## Biographie
Comme son nom l'indique, en référence à la IIIe international, Komintern s'inscrit dans la mouvance des groupes politisés de l'Après-mai 1968 et s'avère même peut-être le plus décidé à en découdre avec le système en place. À ce titre et avec d’autres groupes il est l’un des instigateurs du F.L.I.P. (Front de Libération et d'Intervention Pop), puis Front de Libération de la Rock-Music, organisation destinée à combattre, en rupture avec la culture bourgeoise dominante, la marchandisation du spectacle. Propulsé en première partie d'East of Eden, en mai 1970, le groupe, qui intervient aux festivals de Biot et Aix-en-Provence durant l'été 1970, tourne ensuite dans les M.J.C., lycées et grandes écoles, dont Normale Sup, ainsi que dans certains clubs. Le flutiste traversier Jean Michel Berté accompagne un temps le groupe durant l'été 1970[réf. nécessaire]. Au début de l'année 1971, le violoniste virtuose Richard Aubert rejoint le groupe. 
Pour combattre l’ennemi de l’intérieur, ils vont signer rapidement un contrat avec l’une des plus grosses structures de l’époque, Harvest Pathé-Marconi par l'intermédiaire de Philippe Constantin, épaulé par Étienne Roda-Gil qui affectionne particulièrement le côté situationniste du groupe. Un LP intitulé Le Bal du Rat Mort sort en novembre 1971, en référence au fameux estaminet de Pigalle (fin XIXe) dont le nom donna naissance au délirant carnaval éponyme d'Ostende, LP suivi du single Fou Roi Pantin, premier disque en français élu disque de la semaine au Pop-Club de José Artur sur France Inter[réf. nécessaire].
En 1972, le groupe participe à la pièce de Fernando Arrabal : Bella ciao - La guerre de 1000 ans, mise en scène par Jorge Lavelli et jouée plusieurs mois au T.N.P. Chaillot à Paris. En 1973, Serge Catalano et Pascal Chassin quittent le groupe, qui perdure jusqu'à sa dissolution avec les contributions de Michel Bourzeix et Gilbert Artman (Lard Free et Urban Sax).
En 1975, Richard Aubert quitte Komintern pour rejoindre le groupe Atoll et enregistrer l'album L’Araignée Mal. Outre Atoll, il poursuit ensuite une carrière de soliste avec, entre autres, Kool Gool, Violons d'Ingres, Abracadabra, Tribu. Il est désormais compositeur et arrangeur de musiques symphoniques et de musiques de films (Éditions Jean Davoust).
A la séparation du groupe, Olivier Zdrzalik-Kowalski rejoint Malicorne en 1976 puis tente, sous son véritable nom d'Olivier Kowalski et avec la collaboration d'Hughes de Courson, une carrière solo avec le L.P " Photocopies " sorti en 1981 chez Virgin, d'où sont extraits deux singles : 15 juillet/Métro métro et l'année suivante Grand-père.
Michel Muzac jouera avec les Lapins Bleus Des Iles, groupe auquel participera également Olivier Zdrzalik-Kowalski au tout début.
Pascal Chassin sort un 45 T intitulé la Nouvelle Européenne en 1979 sous le label Ballon Noir d'Hughes de Courson. Il enregistre entre 1992 et 1994 l'album Splendeurs qui n'a jamais vu le jour, et réédite une série de photos vintage et actuelles ainsi que ses compositions musicales.

## Discographie
- Le Bal du rat mort, 33 tours Harvest Pathé-Marconi, 1971, réédité en vinyl par Cryonic/Madrigal en 1986, puis réédité en CD en 2014 par le label australien Great Barrier (ref GBR 52 0 97).
- Fou roi pantin, 45 tours Harvest Pathé-Marconi, 1971
- Compil Rock'n France 60' chez EV France (PM 511) 1996 (extraits)

## Membres
- Olivier Zdrzalik-Kowalski : chant, basse, clavier.
- Michel Muzac : guitare électrique.
- Pascal Chassin : guitares électrique et acoustique
- Richard Aubert : violon[9]
- Francis Lemonnier (ex Red Noise) : saxophones, chant et éructations
- Serge Catalano (ex Red Noise) : batterie